# Milt McColl
Milt McColl é um ex-jogador profissional de futebol americano estadunidense.

## Carreira
Milt McColl foi campeão da temporada de 1984 da National Football League jogando pelo San Francisco 49ers.